# Vedea (okręg Ardżesz)
Vedea – wieś w Rumunii, w okręgu Ardżesz, w gminie Vedea. W 2011 roku liczyła 696 mieszkańców.